# Nordvika
Nordvika est une localité du comté de Troms, en Norvège.

## Géographie
Administrativement, Nordvika fait partie de la kommune de Harstad.